# Ureaplasma parvum
Ureaplasma parvum é uma espécie de Ureaplasma, uma bactéria pertencente à família Mycoplasmataceae. 
Ureaplasma parvum era anteriormente conhecido como Ureaplasma urealyticum biovar 1. Ureaplasma parvum foi identificado como sendo um comensal no trato reprodutivo feminino como parte do microbiota em mulheres saudáveis em idade reprodutiva.

## Classificação
Ureaplasma spp. são uma das menores bactérias clonais conhecidas. Eles estão intimamente relacionados aos micoplasmas, pois não possuem parede celular de peptidoglicano, metabolizam o colesterol e requerem ureia para a síntese de ATP. O gênero Ureaplasma possui 14 sorotipos, já o U. parvum tem quatro sorotipos (-1, -3, -6, -14) que foram diferenciados por variações no gene MBA, uma proteína de antígeno de superfície Ureaplasma. Importante ressaltar a possibilidade desse gênero de bactéria se tornar patogênico, deve-se, provavelmente a capacidade de adquirir novos genes por transferência horizontal de genes (HGT).  Os artigos sugerem que é possível existir outras cepas (mínimo 19), sugere-se então a abertura para novas investigações e classificações de U. parvum.

## Relevância clínica
As implicações clínicas relativas à patogenicidade de U. parvum ainda não foram determinadas devido ao seu recente estabelecimento como uma espécie separada de U. urealyticum,. fazendo com que os estudos entre um e outro sejam desproporcionais sendo mais associado ao U. urealyticum como causador de vulvovaginites inflamatória, uretrite feminina, gravidez ectópica e infertilidade feminina e masculina. Portanto, há poucas evidências substanciais de que U. parvum cause qualquer uma das doenças que já foram associadas a U. urealyticum.
Importante ressaltar, diante dos estudos já realizados, que o  Ureaplasma parvum raramente pode causar infecções invasivas, como infecções geniturinárias, artrite séptica ou meningite.
Em estudo recente, mostrou que esta bactéria pode ser o micoplasma mais prevalente na mulher assintomática, vindo com 43,5% a presença de U. parvum, porém, o mesmo pode causar vaginose bacteriana e vaginite aeróbica, devendo ser tratadas adequadamente.

## Ureaplasma parvumem homens
Em estudos últimos, foram detectados esta bactéria no sêmen por meio de reação em cadeia da polimerase (PCR) que em 36,6% das amostras lavadas. Ademais, em outros estudos percebeu-se que U. parvum pode permanecer nos espermatozóides mesmo após a lavagem.